# Bersant Celina
Bersant Eduar Celina (Prizren, 9. rujna 1996.) kosovski je nogometaš koji trenutačno igra za nogometni klub Swansea City. Celina također igra za kosovsku nogometnu reprezentaciju. 
Celina je započeo svoju karijeru u Manchester Cityju. Kasnije je posuđen Twenteu. U 2018. godini je kosovski reprezentativac prešao u velški klub.
U 2014. godini je debitirao za kosovsku nogometnu reprezentaciju.

## Klupska karijera

### Rani život
Celina je odrastao u Norveškoj, gdje je se preselio s dvije godine. Počeo je igrati nogomet u juniorima Strømsgodseta.

### Manchester City
U srpnju 2014. godine je Celina potpisao trogodišnji ugovor s prvomligašem Manchester City. Celina je službeno debitirao za Plave u FA kupu protiv Norwich Cityja u 3:0 pobjedi. U Premier ligi je kosovski veznjak debitirao u porazu protiv Leicester Cityja kao zamjena, mjesec dana kasnije. U tom dvoboju je asistirao Sergiju Agüeru kod jedinog pogotka Cityja. U veljači 2016. godine je Celina bio po prvi put u početnoj postavi u FA kupu na Stamford Bridgeu protiv Chelseaja.

### FC Twente
U kolovozu 2016. godine je kosovski reprezentativac posuđen nizozemskom FC Twenteu. U rujnu te godine je zabio svoj prvi pogodak za klub iz Enschedea u porazu protiv SC Heerenveena.

### Ipswich Town
Kosovski reprezentativac je u srpnju 2017. poslan na posudbu u Ipswich Town.

### Swansea City
Celina je u srpnju 2018. godine potpisao za velški Swansea City zajedno s Barriejem McKayem.

## Reprezentativna karijera
Celina je imao mogućnost nastupati za Kosovo ili Norvešku. U ožujku 2014. godine je FIFA izdala dozvolu za odigravanje prve utakmice protiv Haitija. Celina je dobio poziv kosovskog izbornika, međutim nije nastupao u tom dvoboju. U sljedeće utakmice protiv Turske i Senegala nije bio dio selekcije, zbog ozljede. Vratio je se momčad protiv Omana u Prištini, gdje je debitirao za domovinu. U siječnju 2015. godine je Celina izjavio da neće prihvatiti poziv norveškog nogometnog saveza. Potom je kosovski izbornik izjavio da Celina neće dobiti poziv albanskog nogometnog saveza, zbog dvojnog državljanstva Norveške i Kosova. U prvoj prijateljskoj utakmici Kosova kao članica FIFA-e protiv Farskih otoka je svojim nastupom potvrdio svoju odluku. Potom je nastupom u prvoj službenoj utakmici protiv Finske za Svjetsko prvenstvo u 2018. godini u kvalifikacijama ponovno potvrdio da će igrati za Kosovo. Tako je Kosovo protiv Finske u svojoj prvoj službenoj utakmici u povijesti ostalo neporaženo.